# Fairfax (Virginia)
Fairfax ist eine unabhängige Stadt im US-Bundesstaat Virginia. In der Stadt leben 24.146 Einwohner (Stand: 2022) auf 16 km² Fläche. In Fairfax befinden sich neun öffentliche Parks, und die Stadt liegt in einer Höhe von 136 m. Die Stadt ist ein Vorort der Hauptstadt Washington, D.C.

## Einwohnerentwicklung
| Jahr | Einwohner |
| ---- | --------- |
| 1980 | 19.390    |
| 1990 | 19.622    |
| 2000 | 21.498    |
| 2005 | 21.963    |
| 2010 | 22.565    |
| 2020 | 24.164    |

## Söhne und Töchter der Stadt
- Nathaniel Albertson (1800–1863), Politiker
- Zedekiah Kidwell (1814–1872), Politiker
- R. Walton Moore (1859–1941), Politiker
- Melba Roy Mouton (1929–1990), Informatikerin
- Toby McKeehan (* 1964), einer der drei Gründer der christlichen Band DC Talk
- Tom Konkle (* 1966), Schauspieler, Synchronsprecher und Filmschaffender
- Lauren Graham (* 1967), Schauspielerin
- Laura Hillenbrand (* 1967), Schriftstellerin
- Brian E. Winski (* 1967), Generalmajor der United States Army
- Lauren Hays (* 1968), Schauspielerin und Country-Sängerin
- Sabrina Lloyd (* 1970), Schauspielerin
- Lorri Hewett (* um 1973), Jugendbuchautorin
- Brian Forte (* 1975), Basketballschiedsrichter
- Jason Sudeikis (* 1975), Schauspieler und Komiker
- Grover Gibson (* 1978), Fußballspieler
- Brian Kendrick (* 1979), Profi-Wrestler
- Joey Mercury (* 1979), Profi-Wrestler
- Jimmy Workman (* 1980), Schauspieler
- Ahmad Brooks (* 1984), American-Football-Spieler
- Justin Bonomo (* 1985), Pokerspieler
- Michael Shabaz (* 1987), Tennisspieler
- Ed Wang (* 1987), Footballspieler
- Kate Ziegler (* 1988), Schwimmerin und Weltrekordlerin
- Dan Kelly (* 1989), Pokerspieler
- Courtney Jines (* 1992), Schauspielerin
- Cory McGee (* 1992), Mittelstreckenläuferin
- Whitney Church (* 1993), Fußballspielerin
- Sean McGorty (* 1995), Langstreckenläufer
- Madeleine Phaneuf (* 1995), Biathletin
- Corinne Quiggle (* 1997), Beachvolleyballspielerin
- Kevin Coleman (* 1998), Fußballspieler
- Meaghan Nally (* 1998), Fußballspielerin
- Natasha Subhash (* 2001), Tennisspielerin
- Carleigh Frilles (* 2002), philippinische Fußballspielerin
- Alison Gold (* 2002), Popsängerin
- Ilia Malinin (* 2004), Eiskunstläufer